# 陈和扎克伯格基金会

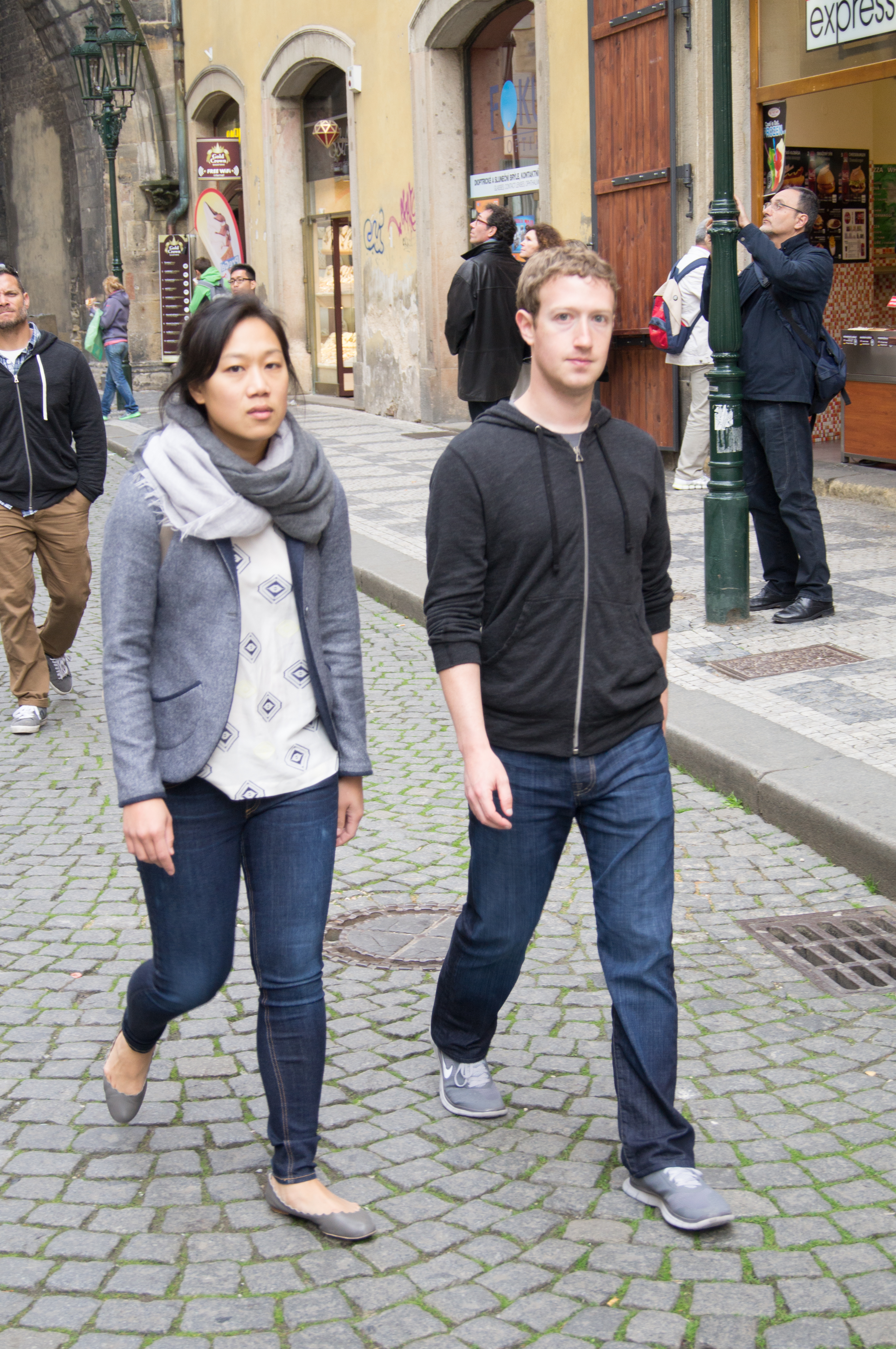
普莉希拉·陈和马克·扎克伯格（在2013年攝於布拉格）

陈和扎克伯格基金会（英語：Chan Zuckerberg Initiative，縮寫：CZI）是由Facebook创始人马克·扎克伯格和其妻普莉希拉·陈成立的一个有限责任公司，投资额为三年内，每年最高十亿美金价值的Facebook股份。 基金会成立于2015年11月，用于纪念他们小女儿陈明宇（Maxima Chan Zuckerberg）的诞生。
基金会的目标是 “发展人类潜力，促进健康教育，科学研究和能源领域的平等”。